# زبری لازم (فیلم)
زبری لازم (به انگلیسی: Necessary Roughness) فیلمی محصول سال ۱۹۹۱ و به کارگردانی استن دراگوتی است. در این فیلم بازیگرانی همچون اسکات باکولا، رابرت لوجا، هارلی جین کوزک، سینباد، هکتور الیزوندو، جیسون بیتمن، اندرو براینیارسکی، دوین دیویس، مارکوس جیاماتی، کیتی ایرلند، آندراش لاور، لوئیس ماندیلور و پیتر توئی‌آساسوپا ایفای نقش کرده‌اند.